# Shu Chang
Shu Chang (舒暢T, 舒畅S, Shū ChàngP; Qingdao, 24 febbraio 1977) è un ex calciatore cinese, di ruolo difensore.